# Asociación de Descendientes del Exilio Español
La Asociación de Descendientes del Exilio Español (ADEE) es una organización sin ánimo de lucro española cuyos principales objetivos son conservar la memoria histórica de los exiliados españoles tras la guerra civil, promover la recuperación de la nacionalidad española de sus descendientes y facilitar el retorno a España de quienes lo deseen.

## Objetivos
Su objetivo primordial es mantener la memoria histórica en España y en los países de acogida de los republicanos que escaparon de España, contextualizando las causas que provocaron su marcha y su devenir en los países que les procuraron asilo.
Desde la asociación se promueve la recuperación de la nacionalidad española de los descendientes del exilio español provocado en 1939 por el alzamiento militar contra la Segunda República española en 1936, de la misma forma que trabajan para facilitar el retorno a España de quienes lo deseen.
Otros de los objetivos de la asociación son desarrollar acciones destinadas a facilitar la protección económica y social de los exiliados, así como establecer vínculos sociales y culturales entre los exiliados y sus descendientes

## Historia
La asociación fue registrada el 10 de mayo de 2010 en el Centro Documental de la Memoria Histórica .

## Actividades
La ADEE también participó en los actos del 80 aniversario del Exilio Republicano organizados por el Ministerio de Presidencia.
La asociación cuenta con miembros de honor como son Cuahtémoc Cárdenas, Rosa Regàs o Marcos Ana.

## Reconocimientos y premios
A lo largo de su historia la Asociación de Descendientes del Exilio Español ha recibido algunos premios y reconocimientos de distintas instituciones y colectivos, entre ellos:
- Premio fundación Emilio Barbón (2009) por su "empeño en dignificar la vida de las personas que tuvieron que abandonar el país por motivos políticos y en recuperar la memoria histórica".[5]